# Songs in the Attic
Songs in the Attic ist das erste Livealbum des US-amerikanischen Musikers Billy Joel.

## Hintergrund
Bei seiner Veröffentlichung im September 1981 stellte das Album erstmals eine große Bandbreite der Musik von Joels Debütalbum Cold Spring Harbor für ein großes Publikum zusammen, da das Originalalbum aufgrund von Rechtsstreitigkeiten inzwischen nicht mehr verkauft wurde und zuvor nur in kleiner Auflage verlegt worden war. Joel selbst wollte nach eigenen Angaben mit Songs in the Attic seine frühen Werke den Fans vorstellen, die erst nach der Veröffentlichung des Erfolgwerks The Stranger zu seiner Musik gestoßen waren.
Nachdem die meisten Instrumente in seinen früheren Werken von Session-Musikern eingespielt worden waren, tourte Joel erst Ende der 1970er Jahre mit einer gleichbleibenden Gruppe Musikern, mit denen er die alten Songs neu präsentieren wollte. Joel erklärte, dass einige Lieder durch die neue Zusammenarbeit und den neuen Rahmen in einem völlig anderen Stil erschienen: „[...] Captain Jack plays with much more power and conviction when a roaring Philadelphia audience sets off a kind of internal explosion and the adrenaline screams through our veins [...]“ (deutsch „[...] Captain Jack erscheint mit viel mehr Kraft und Überzeugung, wenn eine kreischende Menge in Philadelphia eine innere Explosion in uns auslöst und das Adrenalin durch unsere Venen schießt [...]“)
Zwei Stücke des Albums, „Say Goodbye to Hollywood“ und „She's Got a Way“, wurden als Single veröffentlicht und erreichten beide Top-25-Plätze in den US-amerikanischen Charts.

## Titelliste
1. Miami 2017 (Seen the Lights Go Out on Broadway)   (5:05, aufgenommen im Juni 1980 im Madison Square Garden, New York City, New York)
2. Summer, Highland Falls   (3:03, aufgenommen im Juli 1980 im Bayou, Washington, D.C.)
3. Streetlife Serenader   (5:17, aufgenommen im Juli 1980 im St. Paul Civic Center, Saint Paul, Minnesota)
4. Los Angelenos   (3:48, aufgenommen im Juli 1980 im Toad's Place, New Haven, Connecticut)
5. She's Got a Way   (3:10, aufgenommen im Juni 1980 im Paradise Club, Boston, Massachusetts)
6. Everybody Loves You Now   (3:08, aufgenommen im Juli 1980 im Bayou, Washington, D.C.)
7. Say Goodbye to Hollywood   (4:25, aufgenommen im Juni 1980 in der Milwaukee Arena, Milwaukee, Wisconsin)
8. Captain Jack   (7:16, aufgenommen im Juli 1980 im Philadelphia Spectrum, Philadelphia, Pennsylvania)
9. You're My Home   (3:07, aufgenommen im Juli 1980 im Bayou, Washington, D.C.)
10. The Ballad of Billy the Kid   (5:28, aufgenommen im Juni 1980 im Madison Square Garden, New York City, New York)
11. I've Loved These Days   (4:35, aufgenommen im Juli 1980 im Horizon, Chicago, Illinois)

Sowohl die Musik als auch die Texte aller Titel wurden von Billy Joel geschrieben.